# Synapte
Synapte là một chi bướm ngày thuộc họ Bướm nâu.